# Hybanthus parviflorus
Hybanthus parviflorus är en violväxtart som först beskrevs av José Celestino Bruno Mutis och Carl von Linné d.y., och fick sitt nu gällande namn av Louis Antoine François Baillon. Hybanthus parviflorus ingår i släktet Hybanthus och familjen violväxter. Inga underarter finns listade i Catalogue of Life.